# باب گولبی
باب گولبی (انگلیسی: Bob Goalby؛ زادهٔ ۱۴ مارس ۱۹۲۹ – ۱۹ ژانویهٔ ۲۰۲۲) یک گلف‌باز بود.

## مرگ
گولبی در ۱۹ ژانویه ۲۰۲۲ در سن ۹۲سالگی در بلویل درگذشت.